# Saboteur Records
 (juillet 2023).
La mise en forme du texte ne suit pas les recommandations de Wikipédia : il faut le « wikifier ».
Les points d'amélioration suivants sont les cas les plus fréquents :
- Les titres sont pré-formatés par le logiciel. Ils ne sont ni en capitales, ni en gras.
- Le texte ne doit pas être écrit en capitales (les noms de famille non plus), ni en gras, ni en italique, ni en « petit »…
- Le gras n'est utilisé que pour surligner le titre de l'article dans l'introduction, une seule fois.
- L'italique est rarement utilisé : mots en langue étrangère, titres d'œuvres, noms de bateaux, etc.
- Les citations ne sont pas en italique mais en corps de texte normal. Elles sont entourées par des guillemets français : « et ».
- Les listes à puces sont à éviter, des paragraphes rédigés étant largement préférés. Les tableaux sont à réserver à la présentation de données structurées (résultats, etc.).
- Les appels de note de bas de page (petits chiffres en exposant, introduits par l'outil «  Source ») sont à placer entre la fin de phrase et le point final[comme ça].
- Les liens internes (vers d'autres articles de Wikipédia) sont à choisir avec parcimonie. Créez des liens vers des articles approfondissant le sujet. Les termes génériques sans rapport avec le sujet sont à éviter, ainsi que les répétitions de liens vers un même terme.
- Les liens externes sont à placer uniquement dans une section « Liens externes », à la fin de l'article. Ces liens sont à choisir avec parcimonie suivant les règles définies. Si un lien sert de source à l'article, son insertion dans le texte est à faire par les notes de bas de page.
- La présentation des références doit suivre les conventions bibliographiques. Il est recommandé d'utiliser les modèles {{Ouvrage}}, {{Chapitre}}, {{Article}}, {{Lien web}} et/ou {{Bibliographie}}. Le mode d'édition visuel peut mettre en forme automatiquement les références.
- Insérer une infobox (cadre d'informations à droite) n'est pas obligatoire pour parachever la mise en page.

Pour une aide détaillée, merci de consulter Aide:Wikification.
Si vous pensez que ces points ont été résolus, vous pouvez retirer ce bandeau et améliorer la mise en forme d'un autre article.
Saboteur Records (parfois raccourci par Saboteur ou Saboteur Paris) est un label indépendant fondé par Deen Burbigo et Eff Gee le 7 juin 2019.

## Création
Le label a été officialisé le 7 juin 2019, sur le compte Instagram de Deen Burbigo. Il a été créé, notamment grâce au désir d'indépendance de Deen Burbigo.
Saboteur Records comprend 4 marques déposées : Saboteur Records, Saboteur Equipement, LETSGUILL et Ratu$.

## Membres
Le label Saboteur Records est composé de Deen Burbigo, Eff Gee, Ratu$, 2zer Washington, Esso Luxueux, et est soutenu par d'autres artistes sur des projets, avec la Saboteur Mixtape Vol. 1 ou par les Saboteur Party. On peut nommer Nekfeu, Alpha Wann, Jazzy Bazz, Doums, La Fève, Nubi, EDGE, etc. On voit que L'Entourage est toujours présent, notamment au travers du label des Saboteurs.

## Discographie
Une seule mixtape est sortie par le label pour le moment (Saboteur Mixtape Vol. 1), mais on compte actuellement 10 albums sortis sous le label Saboteur Records.
| Artistes        | Albums                                                                |
| --------------- | --------------------------------------------------------------------- |
| 2zer Washington | Décisions                                                             |
| Ratu$           | TTMS, Vol. 3, EN LESSGUILL, TTMS, Vol.2 , TOUT TRAVAIL MÉRITE SALAIRE |
| Deen Burbigo    | OG SAN II, OG SAN, Cercle vertueux                                    |
| Eff Gee         | Jeudi XII                                                             |
| Esso Luxueux    | Liaisons Dangereuses                                                  |

## Événements
A l'occasion de la création du label, les Saboteurs ont organisé la première Saboteur Party, annoncée sur Instagram et Facebook, événement regroupant Showcase et DJ set.
|                  | Lieu                                              | Line-up | DJ Set                                    | Date                       |
| ---------------- | ------------------------------------------------- | --- | ----------------------------------------- | -------------------------- |
| Saboteur Party 1 | Rex Club, Paris                                   | Alpha Wann, Nekfeu, 2zer Washington, Saboteurs                                                                               | JayJay, Andy 4000, Matou                  | 23 juin 2019, à 22h        |
| Saboteur Party 2 | Le Toit de la Grande Arche de la Défense, Puteaux | Ratu$, Jazzy Bazz, Esso Luxueux, Edge (rappeur), Némir (rappeur), Deen Burbigo                                               | Goldstein Records, DJ First Mike, Andy 4K | 10 septembre 2021, à 18h30 |
| Saboteur Party 3 | Le Faust, Pont Alexandre III, Paris               | Olazermi, Edge (rappeur), PLK (rappeur), Esso Luxueux, Deen Burbigo, Ratu$, Blaz Pit, Stutt, Alpha Wann, Nekfeu, Soso Maness | Carla Genus, Matou, Dance                 | 10 mars 2022, à 18h30      |
| Saboteur Party 4 | Place des Insurgés de Varsovie, Paris             | Lesram, Norsacce Berlusconi, Deen Burbigo, Ratu$, K.S.A, Jazzy Bazz, Infinit', Doums                                         | DJ Drozzy, Jeune Pouce, DJ Lucky          | 5 novembre 2022, à 22h     |
| Saboteur Party 5 | Hippodrome d’Auteuil, Paris                       | J9ueve, Doums, Malo, Tuerie, Esso Luxueux, Deen Burbigo, Limsa d'Aulnay, Houssbad, Robdbloc, Gros Mo, K.S.A                  | Thug Dance, Big Don                       | 6 juillet 2023, à 18h      |